# Werchen
Werchen (Werge, Wergen oder Werchow) ist eine Wüstung sorbischen Ursprungs in der südbrandenburgischen Niederlausitz. Sie befindet sich zwischen den Orten Staupitz und dem inzwischen abgebaggerten Grünhaus und gehörte bis zum Niedergang zu Herrschaft Finsterwalde. Eingepfarrt waren die Werchener aber in Bockwitz.

## Geschichte
Die Wüstung ist heute als Alte Höfe regional bekannt. 1309 wurde Werchen wegen eines Grenzstreites mit dem Klosterdorf Staupitz durch ein Urteil des Otto von Landsberg erstmals urkundlich genannt und danach letztlich 1584  am 15. Februar und 30. Juni, in den Kirchenbüchern von Bockwitz bei der Taufe zweier Kinder, in denen der  „Schneidermeister Gregor aus Werchen“ jeweils als Pate genannt wird. Die Öder-Zimmermann-Karte (um 1614–1634) nennt die Flurbezeichnung „Im Werchen“ und den Schöpfbrunnen als „Wercher Born“.
Anfang der 1940er Jahre waren noch Reste von Blockbohlenhäusern vorhanden. 2009 erinnern noch der zuwachsende Schöpfbrunnen und der künstlich angelegte Zulaufgraben sowie fünf  verbliebene 500-jährigen Eichen, die mit den Standorten der Häuser in Verbindung gebracht werde, an das einstige Dorf.
Im April 1937 war die Braunkohlengrube Koyne der Mitteldeutschen Stahlwerke AG im Begriff, einen Teil der Flur „Im Werchen“ abzubaggern, auf der eine alte große Linde stand, die damals noch als die Werchener Dorflinde angesehen wurde. Mit einer vorherigen Feierstunde im Gedenken des jetzt wüsten Dorfes und unter dem Gesang einer Schulklasse wurde diese Linde gefällt.